# Посольство Экваториальной Гвинеи в России
Посольство Экваториальной Гвинеи в России (фр. Ambassade de Guinée équatoriale en Russie) — официальная дипломатическая миссия Экваториальной Гвинеи в России, расположена в Москве на Якиманке по Погорельскому переулку напротив 2-го Казачьего. Дипломатические отношения между СССР и Экваториальной Гвинеей были установлены 7 декабря 1968 года. Посольство в Москве было открыто в 1981 году.
- Адрес посольства: 119017, Москва, Погорельский переулок, 7, строение 1

- Чрезвычайный и полномочный посол Экваториальной Гвинеи в Российской Федерации: Лусиано Нкого Ндонг Айекаба (с 5 апреля 2023 года)

## Послы Экваториальной Гвинеи в России
- Эдуардо Ондо Мба Нфоно (1981—1985)
- Эусебио Абага Ондо Майе (1985—19??)
- Поликарпо Менсуй Мба (19??—2000)
- Луис Обианг Менге (2000—2005)
- Фаусто Абесо Фума (2005—2011)
- Филиберто Нтутуму Нгема (2011—2016)
- Хосе Эсоно Мича Акенг (2016—2023)
- Лусиано Нкого Ндонг Айекаба (c 2023)